# Podenco palmero
Il podenco palmero o Podenco del monte de la Laurisilva è una razza di cani da caccia di tipo podenco, originaria delle isole Canarie in Spagna.
Questa razza non è stata ancora riconosciuta dalla Royal Society Canine of Spain (RSCE).

## Storia
Il podenco palmero è un cane che è stato selezionato nelle isole canarie da almeno 5 secoli.

## Caratteristiche
Alto da a 42 a 52 cm. per i maschi e da 40 a 51 per le femmine, con pelo corto e liscio di colore scuro, dal cannella o mogano al nero fuoco, passando per esemplari color cioccolato. Sono ammessi esemplari tosati di bianco o con coda bianca. Sono preferiti quelli in unico colore di mantello e preferibilmente di colore scuro, mogano, cioccolato o nero.
La caratteristica che lo differenzia maggiormente dalle altre razze di podenco è quella di riuscire a seguire le tracce della selvaggina senza alcun tipo di contatto visivo.